# Lipaugus fuscocinereus
El guardabosques oscuro (Lipaugus fuscocinereus), también denominado guardabosques cenizo (en Colombia), piha oscura (en Ecuador y Perú) o minero oscuro, es una especie de ave paseriforme de la familia Cotingidae perteneciente al género Lipaugus. Es nativo de la región andina del noroeste de América del Sur.

## Distribución y hábitat
Se distribuye principalmente por los Andes occidentales de Colombia (Antioquia y Norte de Santander), y por la pendiente oriental en Ecuador y extremo norte del Perú (Cerro Chinguela en el norte de Cajamarca).
Esta especie es considerada poco común en su hábitat natural: el dosel y los bordes de bosques de montañas entre los 2000 y 3000 m de altitud.

## Descripción
Mide en promedio 33 cm de longitud; la cola de 15 a 16 cm y la envergadura de las alas 18 cm. Pesa alrededor de 138 g. Pico grueso, corto y ligeramente curvado. Plumaje totalmente gris; corona y rostro grises; alas ligeramente más oscuras por ambas caras, pero con bordes acanelados; inferiores y la cola teñida de marrón. Las partes inferiores por debajo, y la cola, teñidas de castaño.

## Comportamiento
Permanece principalmente en el dosel del bosque denso, casi siempre tranquilo, de vez en cuando desde las ramas exteriores vuela de ida y vuelta. Rara vez está acompañado, aunque incluso puede integrarse a bandas con otras especies. Para comer los frutos entierra el pico en ellas y las arranca agitándolas.

## Sistemática

### Descripción original
La especie L. fuscocinereus fue descrita por primera vez por el naturalista francés Frédéric de Lafresnaye en 1843 bajo el nombre científico Querula fusco-cinerea; su localidad tipo es: «Colombia, restricted to Bogotá».

### Etimología
El nombre genérico masculino «Lipaugus» deriva del griego «λιπαυγης lipaugēs» que significa ‘oscuro’, ‘abandonado por la luz’; y el nombre de la especie «fuscocinereus», se compone de las palabras del latín «fuscus» que significa ‘oscuro’, y «cinereus» que significa ‘ceniciento’, ‘de color ceniza’.

### Taxonomía
Los datos genéticos indican que es hermana de Lipaugus uropygialis y probablemente cercana a Lipaugus weberi. Es monotípica.